# Heast as net
Heast as net – singel Conchity Wurst oraz Iny Regen, wydany 15 grudnia 2017 nakładem Sony Music. 
Singel dotarł do 36. miejsca na oficjalnej austriackiej liście sprzedaży Ö3 Austria Top 40.

## Lista utworów
- Digital download[1]

1. „Heast as net” – 4:22

## Notowania
| Kraj    | Notowanie (2017)  | Najwyższa pozycja |
| ------- | ----------------- | ----------------- |
| Austria | Ö3 Austria Top 40 | 36                |